# Каройський сільський округ
Каро́йський сільський округ (каз. Қараой ауылдық округі, рос. Каройский сельский округ) — адміністративна одиниця у складі Нуринського району Карагандинської області Казахстану. Адміністративний центр та єдиний населений пункт — село Карой.
Населення — 511 осіб (2021; 586 у 2009, 687 у 1999, 845 у 1989).
Станом на 1989 рік село Карой перебувало у складі Новокарповської сільської ради.